# Åge Aleksandersen
Åge Aleksandersen (født 21. marts 1949) er en norsk rockmusiker. 
Åge blev født i Namsos i 1949 og blev før han begyndte med musikken også norsk kredsmester i skihop. Han spillede derefter i flere forskellige bands og sammen med Prudence etablerede han stilarten, der er kendt som trønderrock. Navnet Prudence havde bandet taget efter Dear Prudence på Beatles' White Album.
Det er dog nok meget for den musik Åge har lavet og indspillet sammen med sit nuværende band, Sambandet, der er bredt kendt. Ikke mindst nummeret Lys og Varme der er kendt vidt og bredt også uden for Norges grænser. Nummeret stammer fra albummet Leva Livet, der udkom i 1984 og er Norges bedst sælgende album.
Åge Aleksandersen er som den eneste norske musiker slået til ridder af 1. klasse og fået St.Olav-ordenen.
Mod slutningen af 2006 udkom albummet Snöharpan, hvor Åge fremfører 12 af den svenske digter Dan Anderssons tekster. De elleve på svensk og et på engelsk.

## Diskografi

### Albums
Med Prudence
- 1972: Tomorrow May Be Vanished
- 1973: Drunk and Happy
- 1974: No. 3
- 1975: Takk te dokk
- 1976: 11/12-75

Soloalbums
- 1975: 7800 Namsos (7500 solgte eksemplarer)
- 1976: Mot i brystet, mord i blikket, Bomben und Granaten' (3000)
- 1977: Lirekassa (15000)
- 1979: French only  (30000)
- 1980: Ramp (60000)
- 1981: Mølje og sodd (75000)
- 1982: Dains me mæ (80000)
- 1984: Levva livet (275000)
- 1984: Lys og varme (80000)
- 1985: 'Ljus och värme (50000) - svensk version af Lys og varme
- 1986: Eldorado (260000)
- 1989: Solregn (160000)
- 1990: Sanger (best of) (10000)
- 1991: Laika (45000)
- 1993: Din dag (65000)
- 1995: Med hud og hår (65000)
- 1997: Snørosa - Note: with Ulf Risnes, Bjarne Brøndbo med Nidarosdomens Guttekor
- 1997: Fredløs - Dylan på norsk (15000) - Note: Outlaw - Bob Dylan på norsk
- 1999: Flyg avsted (55000)
- 2000: Gamle ørn (35000)
- 2001: Åge Original (30000)
- 2002: Linedans (45000)
- 2005: To skritt fram
- 2006: Snöharpan
- 2008: Katalysator
- 2011: Furet værbitt
- 2014: Sukker og Salt

### EP'er
- 2010: Big-5: Åge Aleksandersen (2010)

### Livealbums
- 2005: 4 skritt tilbake (live album from the 2004 tour)
- 2016: De e langt å gå til Royal Albert Hall

### Singler
- 1976: "Mot i brystet, mord i blikket, bomben und granaten/Båtvise"
- 1977: "Positivet"
- 1979: "The Pacifier/14 Pages"
- 1980: "Bjørnen sover/Stanga haue i væggen"
- 1981: "Kom  bli med mæ no i natt/Blått hav"
- 1984: "Lys og varme"
- 1985: "Ljus och värme/Fyra öl och en pizza" (svensk version)
- 1991: "Akkurat no"
- 1993: "Min dag/Stormen"
- 1994: "Fire pils og en pizza"
- 1995: "Med hud og hår"
- 1997: "Æ vil ha dæ"
- 2000: "Myggen"
- 2005: "To skritt frem"
- 2005: "Alkymisten"
- 2005: "Danserinnen"
- 2006: "Jag har drömt"
- 2007: "Sommernatt"
- 2008: "Janne Ahonens smil"
- 2011: "Medvind"

### Med andre kunstnere
- Mitt lille land (2011)